# Cynanchum membranaceum
Cynanchum membranaceum là một loài thực vật có hoa trong họ La bố ma. Loài này được (Liede & Meve) Liede & Meve mô tả khoa học đầu tiên năm 2001.